# 薩克森的瑪麗亞·費迪南達
薩克森的瑪麗亞·費迪南達（德語：Maria Ferdinanda von Sachsen，1796年4月27日—1865年1月3日），托斯卡納大公夫人，1821年至1824年在位。
1821年，瑪麗亞·費迪南達與托斯卡納大公費迪南多三世結婚，兩人沒有子女。